# Інстербурзько-Кенігсберзька операція
Інстербурзько-Кенігсберзька операція — наступальна операція, здійснена радянськими військами проти нацистських сил у часі Східно-Прусської операції Третім Білоруським фронтом у взаємодії із Першим Прибалтійським фронтом (генерал Іван Баграмян).

## Сили сторін та розташування
З радянського боку здійснювалася Третім Білоруським фронтом (маршал Олександр Василевський) —
- 5-та армія (генерал Микола Крилов),
- 11-та гвардійська армія (генерал Олександр Ксенофонтов),
- 28-ма армія (генерал Олександр Лучинський),
- 31-ша армія (генерал Петро Шафранов),
- 39-та армія (генерал Іван Людников),
- 43-тя армія (генерал Опанас Бєлобородов) — передана 20 січня від 1-го Балтійського фронту,
- 1-й танковий корпус (генерал Василь Бутков),
- 2-й гвардійський танковий корпус (генерал Олексій Бурдейний — 229 танків та САУ)
- 1-ша повітряна армія (генерал Тимофій Хрюкін).

Загалом в складі фронту перед початком операції було понад 708 000 бійців та офіцерів при 9600 гарматах, над 1300 літаках та 1300 танках і САУ.
Їм протистояла нацистська група армій «Центр», з 25 січня 1945 — група армій «Курляндія» (генерал Генріх фон Фітингоф) — 3-тя танкова армія та 4-та армія на наперед добре підготованих оборонних позиціях — 3 оборонні полоси, в напрямі Гумбіннена та Кенігсберга — 9-шарова оборона — 16 піхотних й моторизованих та 2 танкові дивізії за підтримки 670 літаків (в інших даних — 775) 6-го повітряного флоту (генерал Отто Десслох). Було збудовано Кенігсберзький укріплений район, «Ільменхорст», «Летцен» та «Хейльсберг». Загальна чисельність вояків сягала в Східній Пруссії на середину січня 35 піхотних, 4 моторизовані та 4 танкові дивізії і 1 бригада — до 580 000 солдатів і близько 200 000 в загонах фольксштурм. На озброєнні вони мали 8200 гармат та мінометів, 700 танків та штурмових гармат.
Сили СРСР займали позиції від Сударги через Нількаллен — Голдап до Августова, маючи 40-кілометровий виступ у Східну Пруссію в напрямі Гумбіннена. Перед радянськими силами було поставлено завдання розбити німецьке Тільзітсько-Інстербурзьке угрупування. Згідно задуму головний удар мав здійснюватися силами чотирьох армій та двох танкових корпусів з місцевості північніше Шталлупенена в загальному напрямі на Велау. Допоміжний удар мали здійснювати сили 2-ї гвардійської армії з напрямом удару від Шталлупенена до Даркемена та далі на Кенігсберг. 31-ша армія мала обороняти ділянку фронту від Голдапа до Августова.

## Перебіг боїв
13 січня ударне угрупування — 5-та, 28-ма та 39-та армії і два танкові корпуси та 4-та гвардійська гарматна артилерійська дивізія — починають наступ; через низьку хмарність та густий туман авіація не могла бути задіяною, 2-годинну артилерійську підготовку проводила фронтова артилерія. Німецька оборона була прорвана, але вглиб радянські частини не змогли заглибитися.
15 січня сили Третього Білоруського фронту знову переходять у наступ; після проведення артилерійської підготовки піхотинці та танки, підтримувані вогнем артилерії, атакують німецькі позиції. У ході жорстких боїв до вечора того дня підрозділи 5-ї та 39-ї армії змогли просунутися вглиб німецької оборони на 2-3 кілометри, 28-ма армія — на 7 км, середнє просування армій склало 15 кілометрів, підрозділи 39-ї армії займають 16 січня місто Пількаплен. Того ж 16 січня починає наступ 2-га гвардійська армія; 1-й танковий корпус, просунувшись вглиб до 25 кілометрів, форсує Інстер західніше Краупішкена та закріплюється на західному березі річки.
Радянські війська, прогнувши німецьку оборону, створюють загрозу оточення угрупування, що тримало оборону у межиріччі Німана та Інстера, нацистські війська відходять на другий оборонний рубіж.
18 січня 1-й танковий корпус здійснює входження в прорив на лівому фланзі 39-ї армії. З'єднання танкового корпусу з боями досягають річки Інстер та захоплюють плацдарми на її правому березі; просування частин 39-ї армії того дня склало 20 кілометрів. Того ж дня радянські танки перетинають залізницю Інстербург — Тільзіт в місцевостях Грюнхайде та Жіллен, зайнято Ласденен. В бою під Гросс Байтчен при піднятті в атаку був смертельно поранений капітан Гусєв Сергій Іванович, згодом його іменем названо місто Гумбіннен.
Станом на кінець 18 січня частини 5-ї та 28-ї армії, поновивши наступ, змогли завершити прорив нацистської тактичної оборони, Тільзітське угрупування відрізане від Інстербурзького; 1-ша та 69-та піхотні німецькі дивізії відкинуті за Інстер.
19 січня вночі радянські війська переходять межі округу Інстербург; командир 18-ї гвардійської стрілецької дивізії генерал Григорій Карижський отримує наказ зосередити сили в районі Мекшен — Грюнталь та бути готовими до наступу. Сили 39-ї та 49-ї армії займають місто Тільзит, за 6 днів наступу війська фронту змогли прорвати німецьку оборону на полосі завширшики до 65 кілометрів та вглиб до 40-45 км, зайнято близько 500 населених пунктів. Після нальоту ескадрильї старшого лейтенанта М. П. Мірошниченка (276-та бомбардувальна авіадивізія) залізничний вузол Інстербург на кілька днів був виведений з ладу. Ескадрилья майора Дмитра Гудкова 259-ї винищувальної авіадивізії 3-ї повітряної армії над Інстербургом в одному бою збила 9 літаків Люфтваффе. Того ж дня з боями було зайнято місто Рагніт.
Протягом боїв 19 — 22 січня німецьке Інстербурзьке угрупування було оточене. В ніч на 20 січня сили 39-ї та 43-ї армії по льоду долають Німан і штурмом займають Тільзит, 1-й танковий корпус займає місто Гросс Скайсгіррен. 21 січня радянські частини виходять до затоки Курішес-Хафф.
20 січня в полосі наступу 39-ї армії вводиться із другого ешелону фронту 11-та гвардійська армія, котра до 21 січня змогла досягти річки Прегель на північний схід від Велау. Сапери менше чим за добу будують 24-метровий міст через Інстер, по якому 21 січня переходить на другий берег полк 18-ї гвардійської дивізії та зав'язує бій з 1-ю Східно-Прусською дивізією, перед 6-ю ранку оборонні пункти перед Інстербургом — Ереллен і Гудашен — були зайняті; того ж дня з боями зайняте місто Хайнріхсвальде.
11-та гвардійська армія за 20 січня змогла просунутися на 15-25 кілометрів й виходить на рубіж Ауловенен — Гросс Францдорф — Зесселякен та сильно загрожують Інстербурзько-Гумбінненському угрупуванню з півночі.
Уночі з 21 на 22 січня починається штурм міста Інстербург, до ранку місто переходить під радянський контроль. Під час боїв в сучасній частині Черняховська Георгенбург було підбито 6 німецьких танків, 8 самохідних гармат та убито 250 військових, полонено 1250.
23 — 25 січня наступ продовжується, частини правого крила Третього Білоруського фронту зходу формують річки Алле, Дейме та Прегель, долають оборонні споруди Хейльсберзького оборонного району та рухаються до Кенігсберга. На заключній стадії штурму Інстербурга німецькі сили втратили 33 гармати, 19 мінометів, 18 танків, 13 САУ, 9 бронетранспортерів, захоплено 47 гармат, 45 мінометів, 6 САУ, убито 2050 чоловік, 18-та дивізія полонила 260 німців. 23 січня з боями було зайнято місто Веллау, Лабіау та Даркемен, 25 січня — Тапіау.
26 січня передові радянські частини виходять до зовнішніх кенігсберзьких оборонних споруд, 31-ша армія, переслідуючи відступаючі підрозділи 4-ї німецької арміїзахоплює укріпрайон «Летцен» та виходить на рубіж західніше Мазурських озер.

## Результати та відзнаки
Підрозділи нацистської 3-ї танкової армії були розбиті, радянські війська просунулися вглиб німецької оборони до 130 кілометрів.
8-ми з'єднанням та частинам було присвоєно почесне звання «Інстербурзькі», 12-ти — «Гумбінненські», 16-ти — «Тільзітські».
В боях за Інстербург загинуло близько 4000 радянських військових, в братській могилі у Черняховську поховано 3146 чоловік.